# 阿尔比
- 關於阿尔比组成的公共社区，請見「阿尔比地区城市圈公共社区」。
- 關於同名世界文化遗产，請見「阿尔比主教城」。
- 關於同名宗教派别，請見「卡特里派」。
- 關於同名印尼运动员，請見「阿爾比 (羽球運動員)」。

阿尔比（法語：Albi，法語發音：[albi] ⓘ），法国南部城市，奥克西塔尼大区塔恩省的一个市镇，也是该省的省会和人口最多的城市，下辖阿尔比区。阿尔比位于塔恩省中部，其市镇面积为44.26平方公里，2022年1月1日时人口数量为50,605人，在法国城市中排名第133位。
阿尔比市区位于塔恩河两岸，市中心的传统建筑大多建成于中世纪中后期，普遍使用当地出土的红砖作为建筑材料，使得整个城市色调泛红，故阿尔比又被称为“红色之城”（Ville rouge）。阿尔比因历史上的阿尔比派和其镇压党阿尔比十字军而闻名，同时也因16世纪的菘蓝种植而获得了大量财富。2010年7月，阿尔比古城被整体列入世界文化遗产名录。

## 地名来源
“阿尔比”一名来源于高卢-罗马时期的贵族阿尔比乌斯（Albius），后者曾长居于阿尔比附近，其作为地名在公元5世纪的《法兰克人史》中以的形式出现。

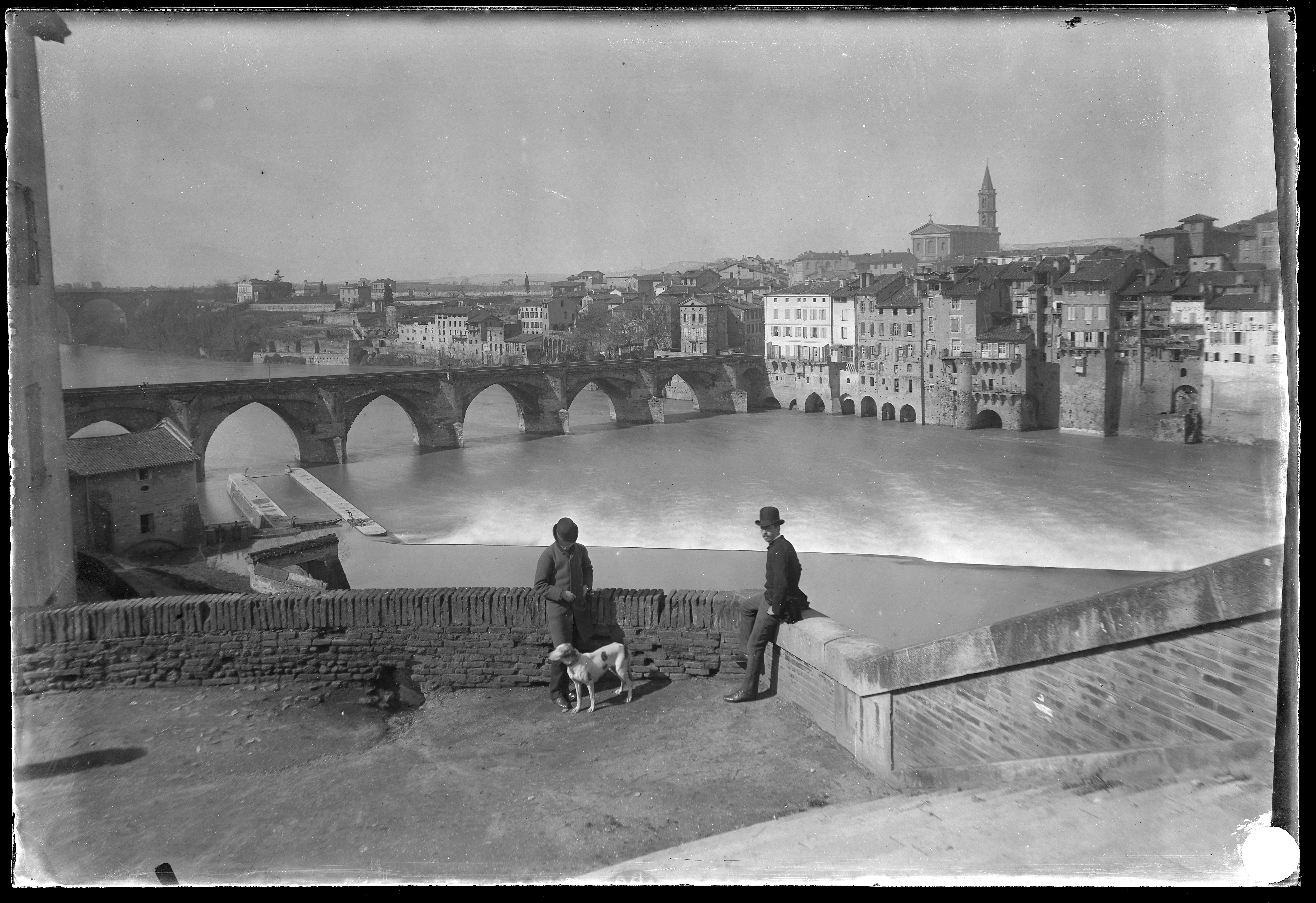
中世纪末的阿尔比城

“阿尔比”的法语和奥克语写法相同。

## 历史
阿尔比地区早在青铜器时期就已出现人类活动，高卢时期为吕泰讷人的活动范围。罗马人入侵后，塔恩河的航运得到开发，但由于该河上游多峡谷湍流，不利于航行，故阿尔比所在地成为了一个水旱转运码头，并逐渐形成城镇。公元418年，西哥特人入侵这一地区，后于507年由克洛维一世收复。中世纪初期，阿尔比修建了城墙，但在公元666年的一场大火中被完全烧毁，后逐步恢复重建。公元11世纪，阿尔比建成了第一座横跨塔恩河的桥梁。公元12至13世纪间，卡特里思想传入阿尔比，并在当地获得广泛认可，故而卡特里派又被称为“阿尔比派”。公元13世纪，教宗宣布阿尔比派为异端，并组建阿尔比十字军，开始对阿尔比在内的法国南部地区进行了大规模的讨伐，基督主教及伯爾納鐸·德·卡斯塔内枢机在占领阿尔比后修建了贝尔比宫殿及圣西西里主教座堂，以此重建宗教的权威。十五世纪时，受到加尔文主义的影响，法国南部再次出现宗教矛盾，并引发宗教战争；同时受到黑死病疫情影响，阿尔比人口数量急剧下降，出现了极大的衰败。1598年，随着纳瓦尔国王亨利四世继承法兰西王位，阿尔比地区正式成为法兰西皇室领土。十六世纪文艺复兴时期，阿尔比地区引进大量菘蓝，带动了当地的农业及社会经济发展。法国大革命结束后，阿尔比地区成立塔恩省，省会最初定为卡斯特尔，后于1797年迁至阿尔比。19世纪，阿尔比北部的卡尔莫发现了煤炭资源，使其成为了一个区域性的能源工业中心，连接两地的铁路线于1864年建成，后逐渐延伸至图卢兹。2010年7月31日，阿尔比老城被列入世界文化遗产名录。

## 地理
阿尔比位于法国南部偏西，奥克西塔尼大区中西部和塔恩省中部偏北，距离法国首都巴黎大约690公里，距离大区首府图卢兹大约77公里。与阿尔比接壤的市镇包括：莱斯屈尔-达尔比茹瓦、卡尼亚克莱米讷、康邦、卡尔吕、卡斯泰尔诺-德莱维斯、屈纳克、弗洛朗坦、弗雷热罗勒、塔恩河畔马尔萨克、皮古宗、鲁菲亚克、聖瑞埃里、萨列斯、勒塞凯斯特尔、泰尔萨克。

### 地形
阿尔比位于法国中央高原与阿基坦盆地的过渡地区，境内的地形以丘陵为主，老城区地形平坦，但周边部分地区有明显的高差。阿尔比全境的海拔在130到308米之间。

### 水文
塔恩河自东北向西南流经阿尔比，其市区段平均宽度约80米，属于法国五大河流之一的加龙河水系。

### 气候
阿尔比在柯本气候分类法中属于带有温带海洋性特征的地中海气候，日照充足，降水分布均匀，冬季偶有极端气温出现。
| 阿尔比-勒塞凯斯特尔 （1973年－2019年） | 阿尔比-勒塞凯斯特尔 （1973年－2019年） | 阿尔比-勒塞凯斯特尔 （1973年－2019年） | 阿尔比-勒塞凯斯特尔 （1973年－2019年） | 阿尔比-勒塞凯斯特尔 （1973年－2019年） | 阿尔比-勒塞凯斯特尔 （1973年－2019年） | 阿尔比-勒塞凯斯特尔 （1973年－2019年） | 阿尔比-勒塞凯斯特尔 （1973年－2019年） | 阿尔比-勒塞凯斯特尔 （1973年－2019年） | 阿尔比-勒塞凯斯特尔 （1973年－2019年） | 阿尔比-勒塞凯斯特尔 （1973年－2019年） | 阿尔比-勒塞凯斯特尔 （1973年－2019年） | 阿尔比-勒塞凯斯特尔 （1973年－2019年） | 阿尔比-勒塞凯斯特尔 （1973年－2019年） |
| 月份                                   | 1月                                    | 2月                                    | 3月                                    | 4月                                    | 5月                                    | 6月                                    | 7月                                    | 8月                                    | 9月                                    | 10月                                   | 11月                                   | 12月                                   | 全年                                   |
| -------------------------------------- | -------------------------------------- | -------------------------------------- | -------------------------------------- | -------------------------------------- | -------------------------------------- | -------------------------------------- | -------------------------------------- | -------------------------------------- | -------------------------------------- | -------------------------------------- | -------------------------------------- | -------------------------------------- | -------------------------------------- |
| 历史最高温 °C（°F）                    | 19.5 (67.1)                            | 24.7 (76.5)                            | 28.3 (82.9)                            | 29.9 (85.8)                            | 33.5 (92.3)                            | 40.5 (104.9)                           | 42.5 (108.5)                           | 41.4 (106.5)                           | 36.4 (97.5)                            | 31.4 (88.5)                            | 25.3 (77.5)                            | 21 (70)                                | 42.5 (108.5)                           |
| 平均高温 °C（°F）                      | 9.4 (48.9)                             | 11.2 (52.2)                            | 14.7 (58.5)                            | 17.4 (63.3)                            | 21.6 (70.9)                            | 25.5 (77.9)                            | 28.7 (83.7)                            | 28.4 (83.1)                            | 24.7 (76.5)                            | 19.7 (67.5)                            | 13.2 (55.8)                            | 9.8 (49.6)                             | 18.7 (65.7)                            |
| 日均气温 °C（°F）                      | 5.4 (41.7)                             | 6.4 (43.5)                             | 9.3 (48.7)                             | 11.8 (53.2)                            | 15.9 (60.6)                            | 19.6 (67.3)                            | 22.3 (72.1)                            | 22 (72)                                | 18.5 (65.3)                            | 14.6 (58.3)                            | 9 (48)                                 | 5.9 (42.6)                             | 13.4 (56.1)                            |
| 平均低温 °C（°F）                      | 1.4 (34.5)                             | 1.7 (35.1)                             | 3.8 (38.8)                             | 6.2 (43.2)                             | 10.2 (50.4)                            | 13.6 (56.5)                            | 15.8 (60.4)                            | 15.6 (60.1)                            | 12.3 (54.1)                            | 9.5 (49.1)                             | 4.9 (40.8)                             | 2.1 (35.8)                             | 8.1 (46.6)                             |
| 历史最低温 °C（°F）                    | −20.4 (−4.7)                           | −12 (10)                               | −9.8 (14.4)                            | −2.9 (26.8)                            | −0.2 (31.6)                            | 4.3 (39.7)                             | 6.5 (43.7)                             | 4.9 (40.8)                             | 1 (34)                                 | −2.7 (27.1)                            | −9.4 (15.1)                            | −10.5 (13.1)                           | −20.4 (−4.7)                           |
| 平均降水量 mm（）                      | 55.9 (2.20)                            | 53.1 (2.09)                            | 51.5 (2.03)                            | 82 (3.2)                               | 79.9 (3.15)                            | 64.4 (2.54)                            | 40.6 (1.60)                            | 55.9 (2.20)                            | 57.1 (2.25)                            | 65.4 (2.57)                            | 60 (2.4)                               | 65.1 (2.56)                            | 730.9 (28.78)                          |
| 月均日照時數                           | 96.6                                   | 118.6                                  | 177                                    | 183.6                                  | 219.3                                  | 244.9                                  | 270.6                                  | 255.7                                  | 213.5                                  | 154.1                                  | 92.7                                   | 86.8                                   | 2,113.4                                |
| 来源：Climat-data                      |                                        |                                        |                                        |                                        |                                        |                                        |                                        |                                        |                                        |                                        |                                        |                                        |                                        |

## 行政区划
阿尔比是法国奥克西塔尼大区塔恩省的一个市镇，编号为81004，它也是塔恩省的省会。阿尔比下辖阿尔比区，管理阿尔比第一县、第二县、第三县和第四县，同时也是阿尔比地区城市圈公共社区的中心市镇。
阿尔比全境被分为12个街区，实行街区自治管理制度，当地年满16岁的居民均可参与街区总管的竞选。
法国国家统计与经济研究所（简称）在进行数据统计时，将阿尔比及相邻的另外9个市镇设为阿尔比城市核心区，并将包括核心区在内的周边共44个市镇划为阿尔比城市区。同时，还将阿尔比市镇分为了21个“块区”（IRIS），以便于统计人口分布情况。

## 交通

### 公路
法国国道88线途径阿尔比市区，连接图卢兹和圣艾蒂安，该道路阿尔比至图卢兹段已完成快速路改造，两地间的旅行时间在1小时以内。此外塔恩省省道D13线、D81线、D84线、D100线、D600线、D612线、D912线、D988线、D820线和D999线也在阿尔比境内交汇。
奥克西塔尼大区公共交通开通由阿尔比前往米约、蒙托邦和图卢兹方向的巴士线路，其下属的塔恩省城际客运则提供前往阿尔比周边主要市镇的校车线路。
2018年，70.9%的卡奥尔居民拥有至少1辆私人汽车。2016年，当地共发生各类交通事故共5起，共造成5人受伤。

### 铁路

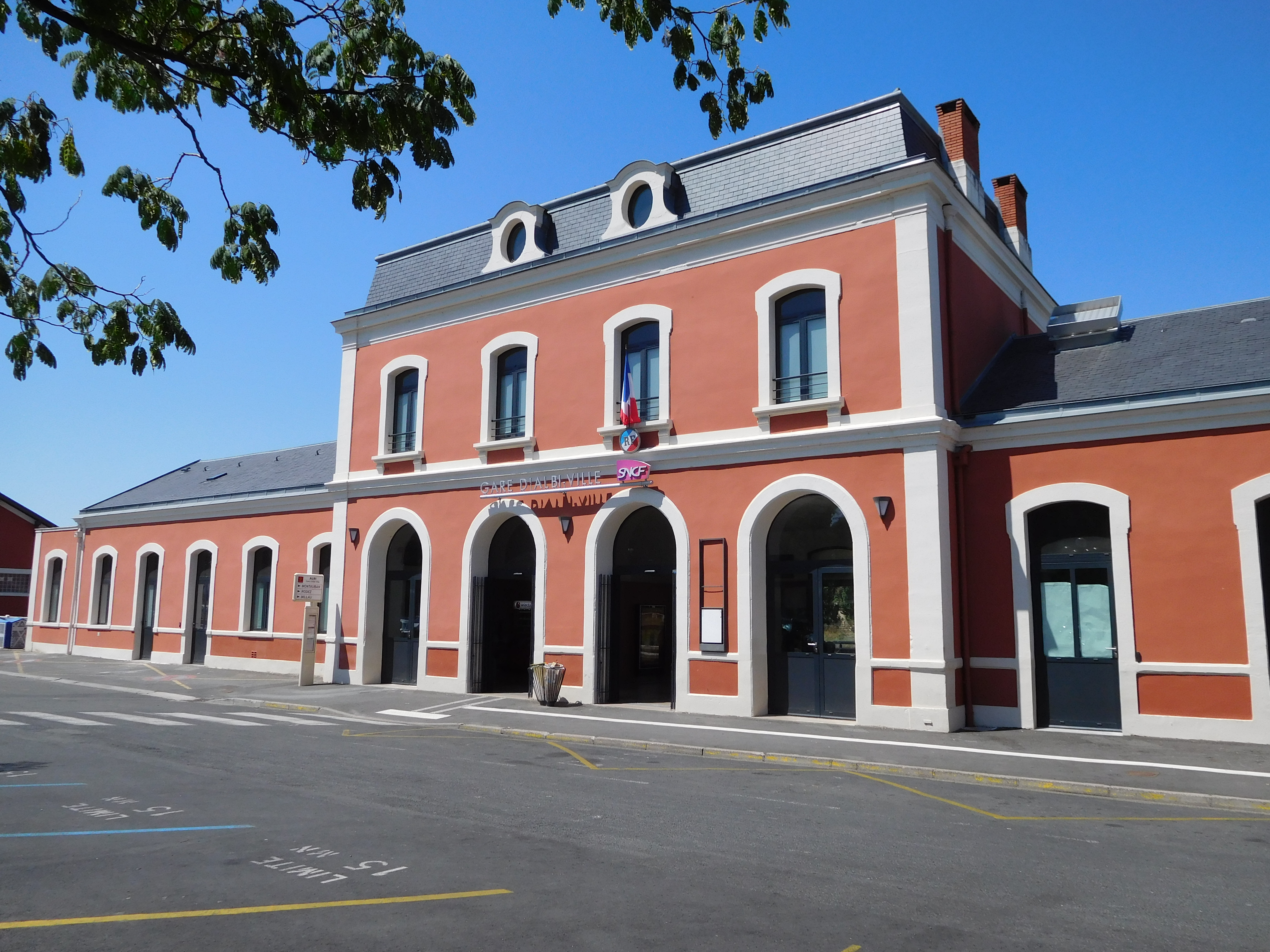
阿尔比城站火车站

阿尔比位于卡斯泰尔诺达里－罗德兹和泰松尼耶尔－阿尔比两条铁路的交汇点，其中阿尔比前往卡斯泰尔诺达里方向的铁路线已于20世纪80年代停运。
阿尔比市区内现有阿尔比城站和阿尔比马德莱娜站两个客运铁路车站，其中阿尔比城站位于阿尔比市区西部，该站每天停靠十余趟往返于图卢兹和罗德兹或卡尔莫之间的区域列车，同时每周日晚上开行一班直达巴黎的夜班城际列车，周一早上抵达巴黎；返程则于星期五晚上出发，周六早上抵达阿尔比。2018年，阿尔比城站共发送旅客36.8万人次，是法国铁路系统当中的b类车站。阿尔比马德莱娜站则是一个铁路乘降所，位于阿尔比市区以北，使用人数相对较少，是法国铁路系统当中的c类车站。

### 航空

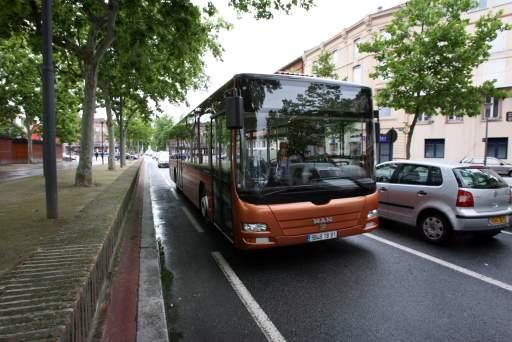
阿尔比街头的一辆公共汽车

阿尔比-勒塞凯斯特尔飞行场位于阿尔比市区以西2.5公里处的勒塞凯斯特尔境内，其商业航线已于2005年起停运，现部分改造为阿尔比赛车道。距离阿尔比最近的民用航空机场为图卢兹-布拉尼亚克机场，距离阿尔比市区大约85公里。

### 城市公共交通
阿尔比城市公共交通（商业名称为）成立于1964年，由阿尔比地区城市圈公共社区负责管理和运营，下属各类公交线路16条，并提供6条定制公交服务，线路网覆盖了社区内的所有市镇。

## 政治

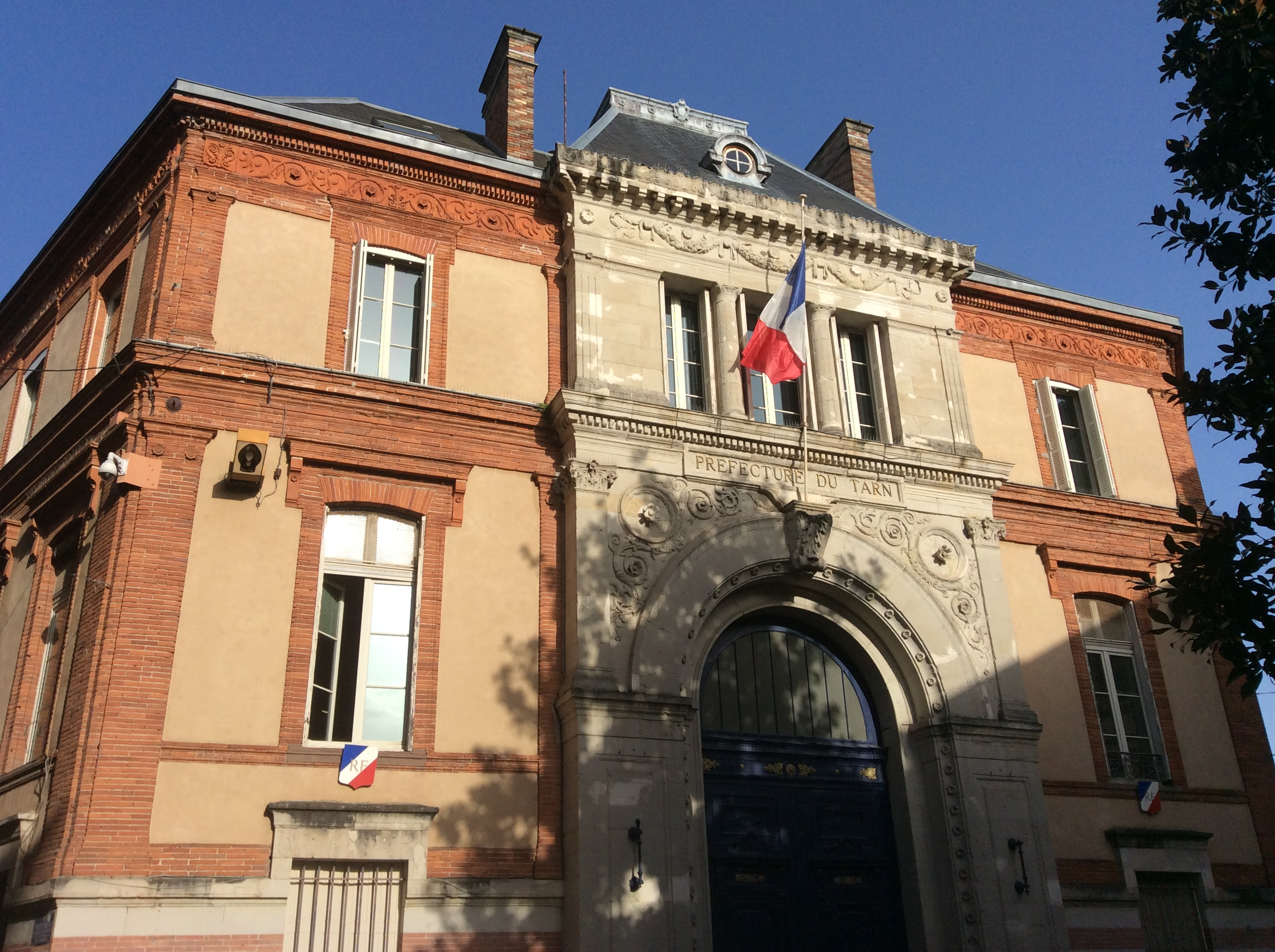
位于阿尔比市区的塔恩省省政府

阿尔比的现任市长为斯特凡妮·吉罗-绍米耶女士，她在2020年的市政选举中获得了49.95%的支持率。
2017年的法国总统大选中，法国第25任总统埃马纽埃尔·马克龙在阿尔比获得了75.12%的支持率。
| 阿尔比历届市长 |                      |                                                     |
| 任期           | 市长                 | 党派                                                |
| 1944年－1958年 | 马塞尔·里卡尔        | 不详                                                |
| 1958年－1959年 | 路易·马尔蒂          | 不详                                                |
| 1959年－1977年 | 洛朗·马蒂厄          | MRP人民共和运动 →CDP进步与民主中心                  |
| 1977年－1995年 | 米歇尔·卡斯泰尔      | PS社会党                                            |
| 1995年－2014年 | 菲利普·博纳卡雷尔    | RPR保衛共和聯盟 →DVD右翼无党派人士 →Centriste中间派 |
| 2014年－       | 斯特凡妮·吉罗-绍米耶 | DVD右翼无党派人士                                   |

## 人口
2016年，阿尔比市镇人口数量为49,024，在法国排名第133位。其中男性22,335人，女性26,689人，75岁及以上人口占11.7%，外籍人口数量为2,936人，人口密度为1,108人/平方公里，当地居民被称为（男性）或（女性）。2018年，阿尔比境内出生413人，死亡人口678人。
| 年份   | 1936   | 1946   | 1954   | 1962   | 1968   | 1975   | 1982   | 1990   | 1999   | 2006   | 2011   | 2016   | 2017   |
| ------ | ------ | ------ | ------ | ------ | ------ | ------ | ------ | ------ | ------ | ------ | ------ | ------ | ------ |
| 人口數 | 30,293 | 34,342 | 34,693 | 38,709 | 42,930 | 46,162 | 45,947 | 46,579 | 46,274 | 48,712 | 49,179 | 49,024 | 48,970 |

## 经济财政

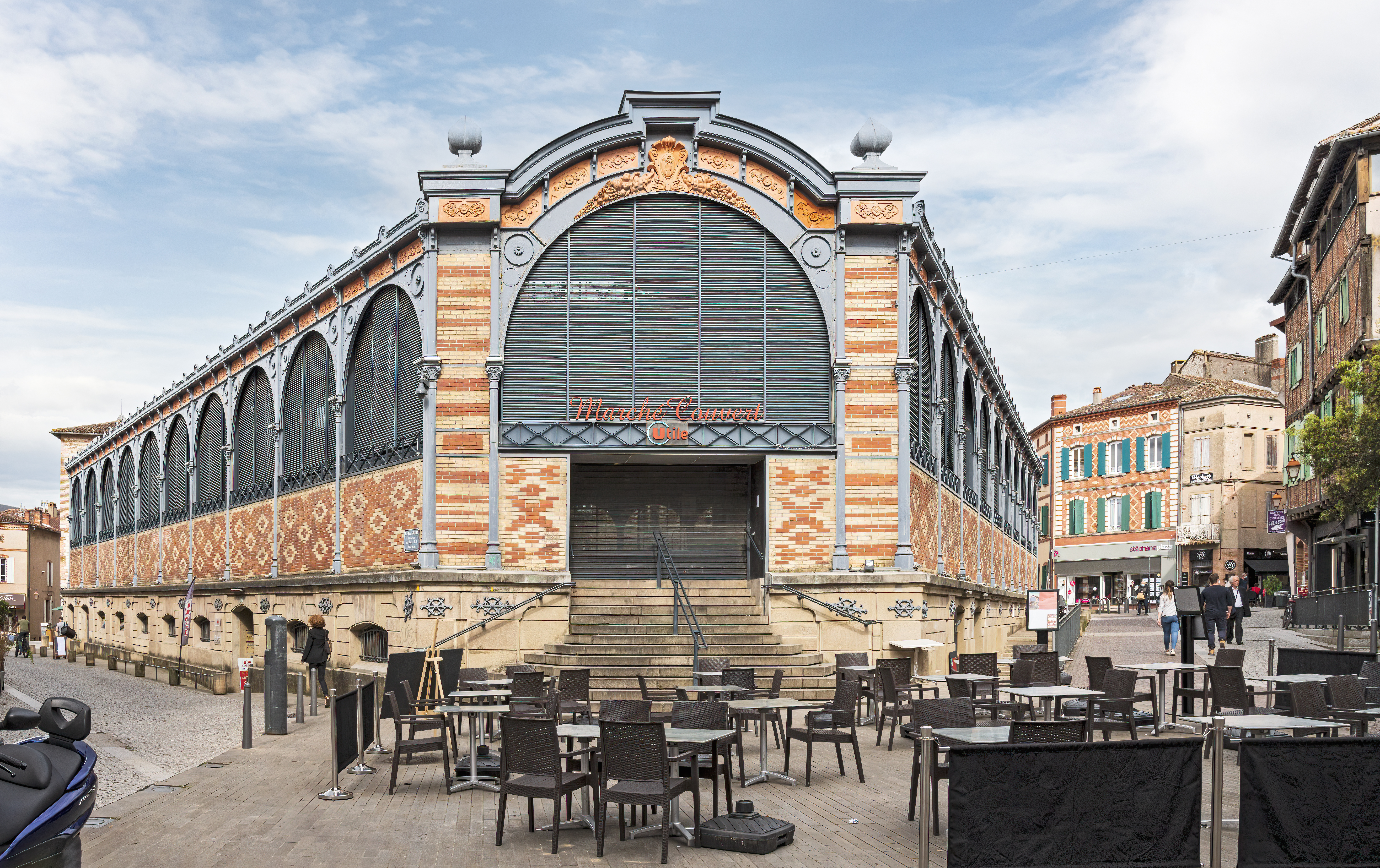
阿尔比大集市

阿尔比是法国南部一个区域性的工商业中心城市，塔恩省工商会的所在地，当地经济以轻工业和旅游业为主，其中阿尔比手工琉璃厂由法国政治家让·饶勒斯创建，成立于1896年，现为当地主要的手工业企业。
2018年，阿尔比的财政收入总额为58,654,600欧元，财政支出总额为56,780,100欧元，当年的债务总额为56,320,400欧元。
2014年，阿尔比的人均收入总额为2,409欧元，其中高职人员为4,171欧元，普通职员为1,803欧元。
2015年，阿尔比境内的青壮年（15至64岁）失业率为19.5%，当地41.3%的家庭拥有纳税资格。

## 社会事务

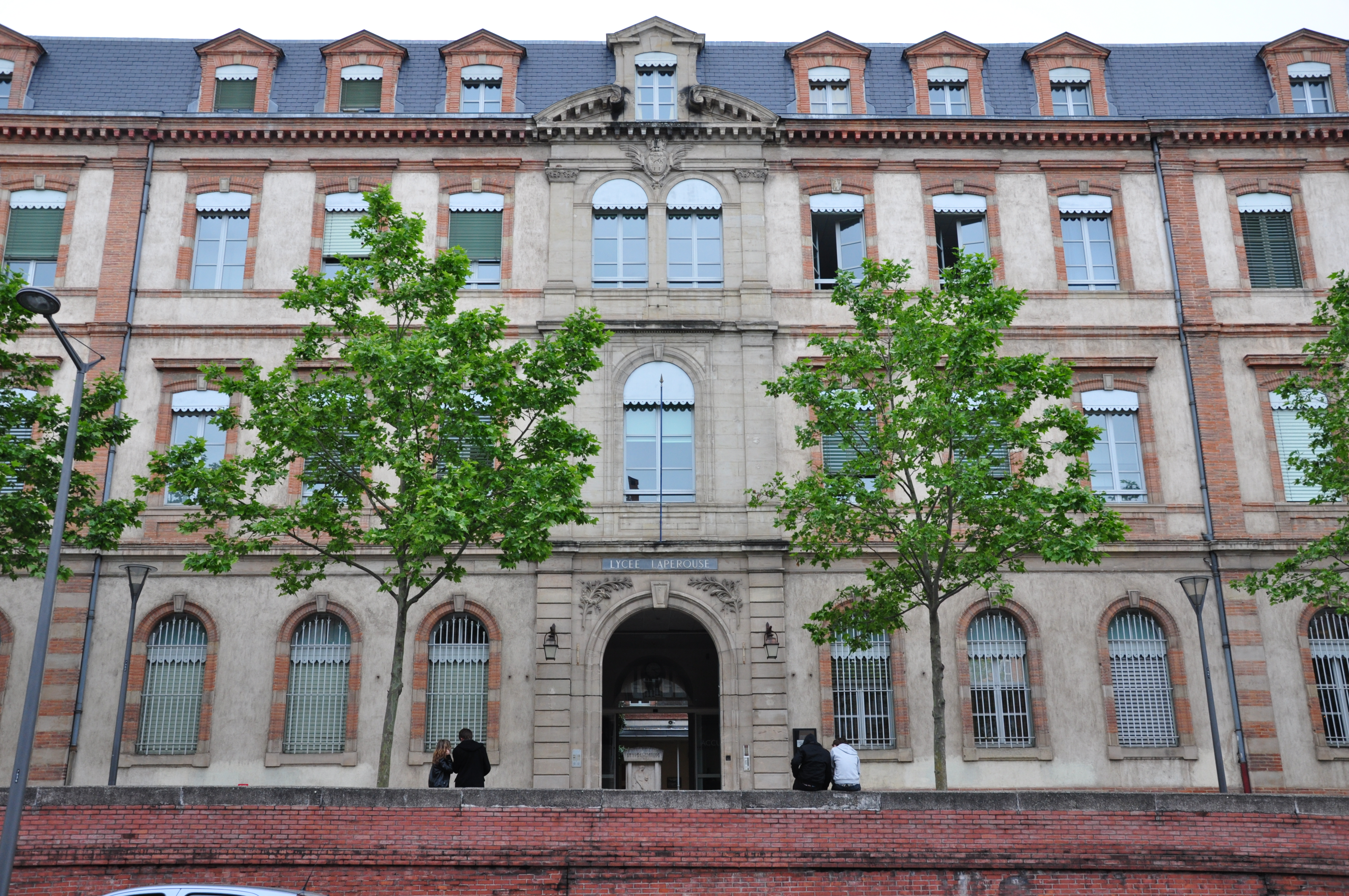
阿尔比拉佩鲁斯高级中学

### 教育
阿尔比属于图卢兹学区。截止2017年1月1日，阿尔比境内共有19所幼儿园或小学、6所初级中学、5所普通高中、1所农业高中和4所职业高中。
2018至2019学年度，阿尔比境内共有中等教育阶段学生6,600名。
阿尔比-加尔莫国立高等矿业学校成立于1993年，是法国205所工程师院校之一，也是法国国立高等矿业电信学校联盟成员。让-弗朗索瓦·商博良国立大学学院是一所地方性的高等教育机构，总部位于阿尔比。

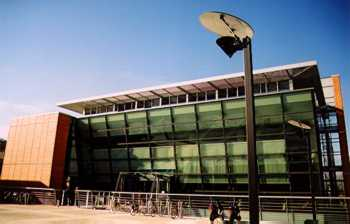
阿尔比多媒体中心

### 医疗
截止2017年1月1日，阿尔比境内共有全科医生61名、保健师71名、牙医44名、护士122名、耳科医生5名、眼科医生8名、皮肤科医生5名、助产士11名、儿科医生5名和妇科医生7名。境内共有药房23家、养老院10家、残疾人帮扶中心9家。
阿尔比中心医院（Centre hospitalier d'Albi）位于阿尔比市中心，是当地规模最大的综合性公立医疗机构。

### 住房
2015年，阿尔比境内共有各类住房28,794套，其中88.3%为常住房屋。

### 商业

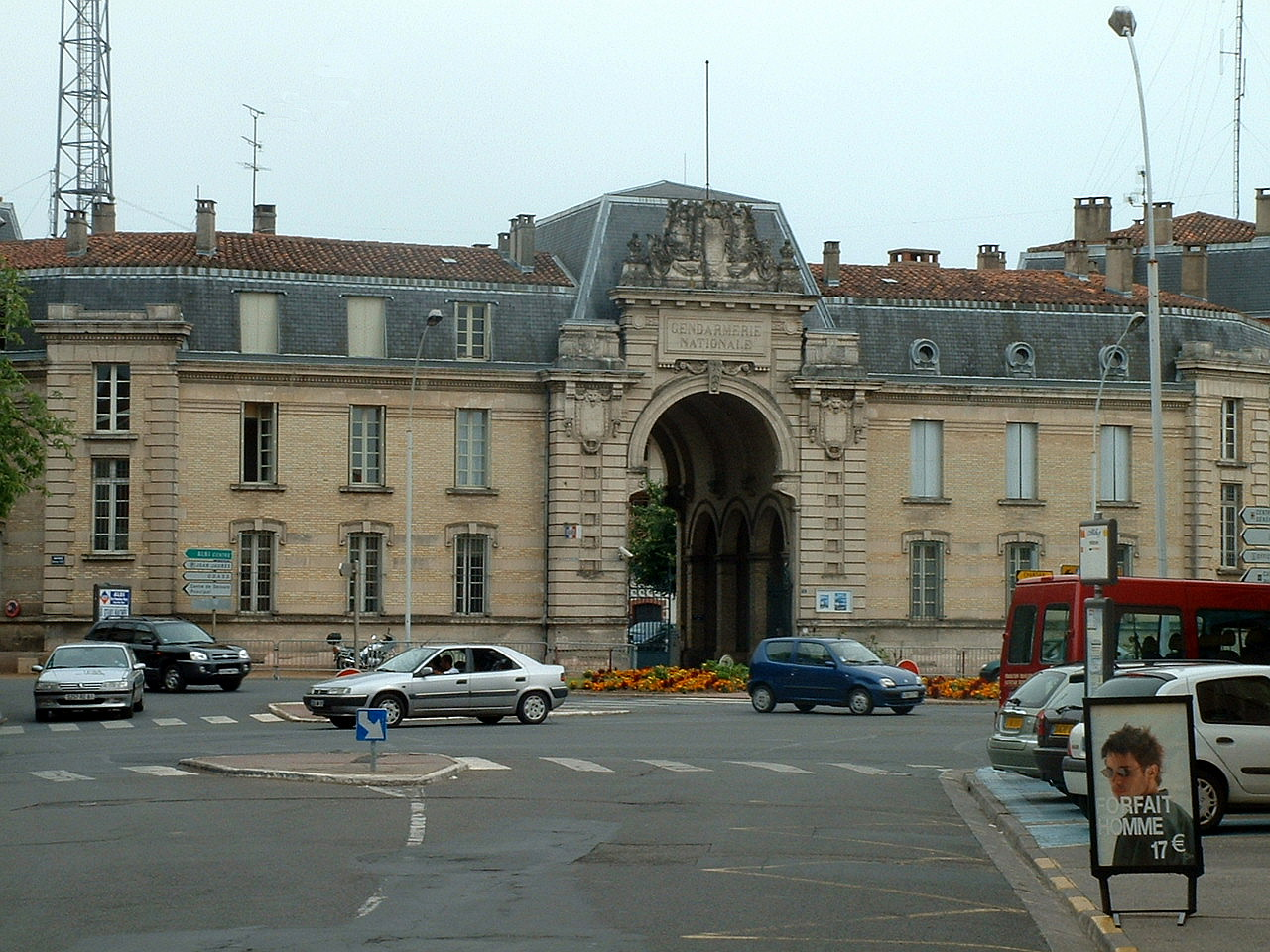
阿尔比国家宪兵队

2015年，阿尔比境内共有各类商铺3,539家，其中餐饮服务类1,407家。市区北部及西部设有大型开放式商业街区。

### 体育
2017年，阿尔比境内共有1座游泳池、13间健身房、4处综合体育场、30处网球场、2处马术场、17处足球或橄榄球场、8处篮球或排球场以及1处高尔夫球场。
阿尔比地区竞技俱乐部是当地的一支橄榄球俱乐部，成立于1906年，其主场为阿尔比市政体育场，可同时容纳1.1万名观众。
阿尔比体育联盟是当地的一支地方性足球俱乐部，2019至2020赛季参加法国第六梯队的联赛，其主场为莫里斯-里戈球场。

### 环境
阿尔比地区的环境事务由其所在的公共社区负责。2015年，阿尔比境内共有5家污染企业。

### 治安
2014年，阿尔比及附近地区共发生各类案件3,068起，其中盗窃类案件1,990起，经济类案件274起，毒品交易类案件156起。

## 文化

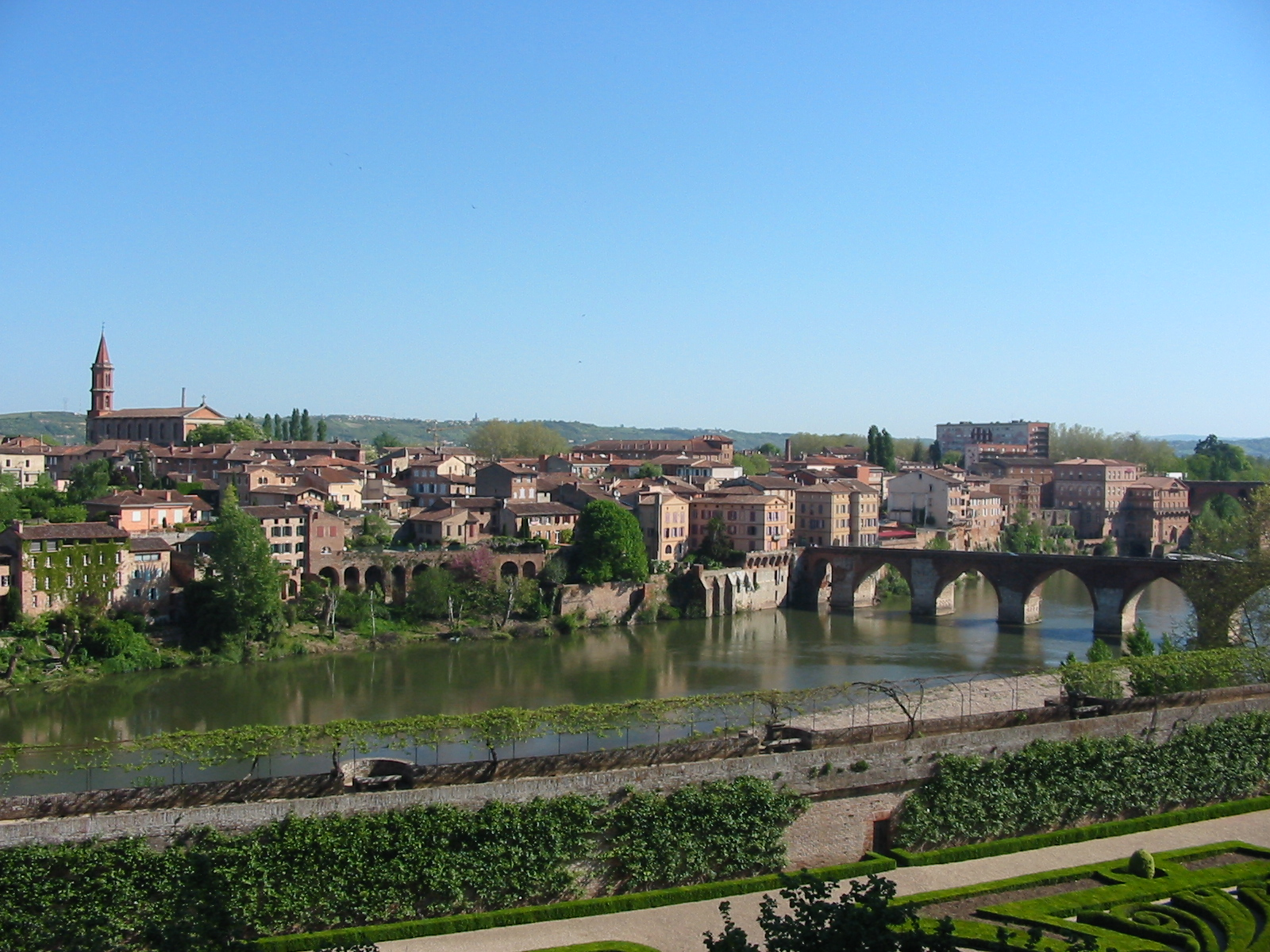
阿尔比城市远景图

2017年，阿尔比境内共有1座剧场、3家电影院和1座博物馆。

### 旅游
阿尔比是法国南部重要的旅游城市之一，被《米其林旅游杂志》评为“三星级旅游推荐”（最高级别）。当地的旅游景点以历史建筑为主，贝尔比宫殿位于阿尔比老城内，现开辟为图卢兹-洛特雷克美术馆；建成于13世纪的圣西西里大教堂现为阿尔比教区的座堂，此外阿尔比老桥和圣萨尔维教堂为代表性景点，以上四处景观均为阿尔比老城的组成部分，已整体于2010年被列入世界文化遗产名录。
2018年，阿尔比境内共有21个宾馆共计724个房间；另有1个露营地，可容纳共84辆露营车。

### 媒体
法国主要的媒体均可在阿尔比接收，法国电视三台下属的奥克西塔尼大区频道在部分时段播出阿尔比所属区域的地方新闻。《南部追寻》是法国南部的重要地方性报刊媒体，总部位于图卢兹，在阿尔比设有分支，负责整个塔恩省北部地区的发行。

## 友好城市
截止2020年2月，阿尔比与以下两座城市互为友好城市：
- 美国 帕羅奧圖[48]
- 西班牙 赫罗纳[49]